# Övre Läppebogöl
Övre Läppebogöl är en sjö i Västerviks kommun i Småland och ingår i Botorpsströmmens huvudavrinningsområde.